# 逆水流龟村堡
逆水流龟村堡，位于中国广东省东莞市虎门镇白沙社区。1993年6月22日，列为东莞市文物保护单位。
逆水流龟村堡建于明崇祯年间，为明末进士郑瑜（虎门白沙人）所建。村堡坐东南、向西北，呈正方形，占地6889平方米。村堡四周以水环绕，其布局取形于龟，因为村堡北面有溪水迎面而来，故称逆水流龟。逆水流龟村堡为东莞市境内现存较好的古村寨建筑，也是中国境内稀见的明代村堡之一。